# ZIL-131
ZIL-131（ロシア語: ЗИЛ-131）は、1960年代にソビエト連邦のZIL (リハチョフ記念工場) で開発された6×6輪駆動の軍用トラックである。
ソビエト連邦軍の主力輸送トラックとして1990年代までに約1,000,000両以上が生産され、ソビエト連邦の崩壊後もロシア連邦軍や旧東側諸国で広く運用が続けられている。

## 概要
ZIL-131は第二次世界大戦後に開発・製造されたZiS-151および小改良型のZIL-157に変わる戦後第二世代の軍用トラックとして1967年に量産が開始された。1950年代後半に民間向けに開発されたZIL-130をベースに開発された6×6輪駆動、積載量5トン（オフロードでは3.5トン）のオーソドックスなボンネットトラック型で、GAZ-66、ウラル-375Dと共に1970年代から1980年代のソビエト連邦軍の主力輸送トラックとして広く使用された。
開発、生産はZILによって1967年から行われ、1986年には改良型のZIL-131Nの生産が行われた。1994年になると後傾車種のZIL-4334の生産のためZIL-131Nの生産が終了したが、同じソ連のウラル自動車エンジン工場 (UamZ)での生産に切り替えられ、ディーゼルエンジン搭載型のZIL-131N1/N2なども含め、2012年にUamZが倒産し操業停止するまで生産が継続された。
派生型としては、トラクタートラック型のZIL-131Vや寒冷地仕様のZIL-131Sなどが存在する。また各種のパネルバントラック型や消防車型、ミサイル運搬型なども開発されている。また、自走式多連装ロケット砲のBM-14やBM-21シリーズのベース車台の一つとしても使用されている。

## 形式・派生型
ZIL-131
基本型。1967年～1986年にZILで生産。
ZIL-131N
ZIL-131の1986年以降の生産型。
ZIL-131A
電装部にシールドされていない型。1971年から生産。
ZIL-131NA
ZIL-131Aの1986年以降の生産型。
ZIL-131V
トラクタートラック型。
ZIL-131NV
ZIL-131Vの1986年以降の生産型。
ZIL-131D
特殊車両用シャーシの型番。
ZIL-131N1
ZIL-131NにD-245.20ディーゼルエンジン(105hp)を搭載したUamZでの生産型。
ZIL-131N2
ZIL-131NにZIL-0550ディーゼルエンジン(132hp)を搭載したUamZでの生産型。
ZIL-131S
-60℃の環境で運用可能な寒冷地仕様。他の形式にも末尾に"S"が付くと寒冷地仕様を表す (ZIL-131AS、ZIL-131NSなど)。
ATZ-4-131
燃料タンカー型。
P-19 ドゥナーイ（П-19 "Дунай"）
防空レーダー搭載車。GRAUインデックス：1RL134（1РЛ134)、NATOコードネーム：フラット・フェイスB（Flat Face B）

## 画像

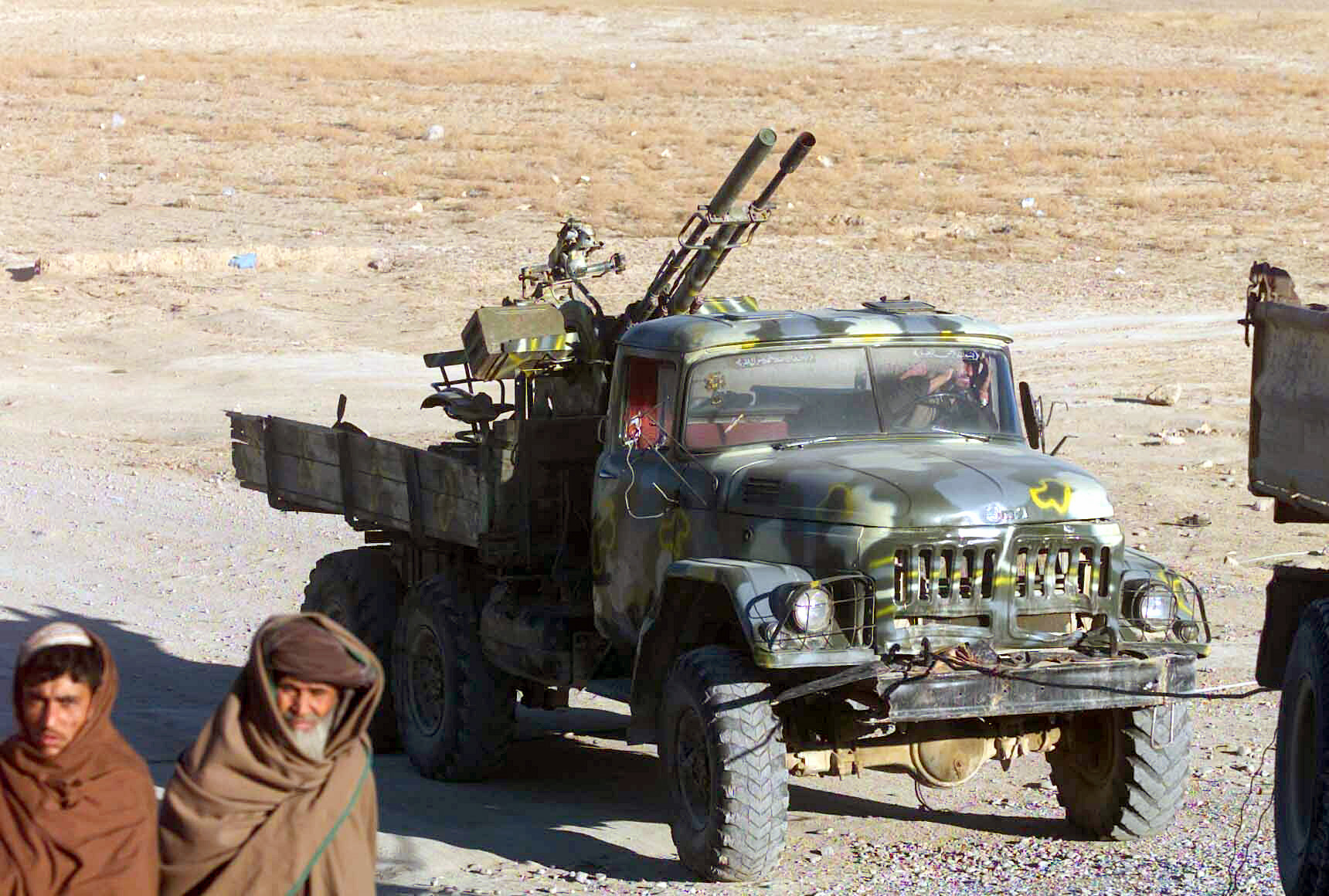
ZU-23-2を搭載したガントラック型のZIL-131。アフガニスタン。
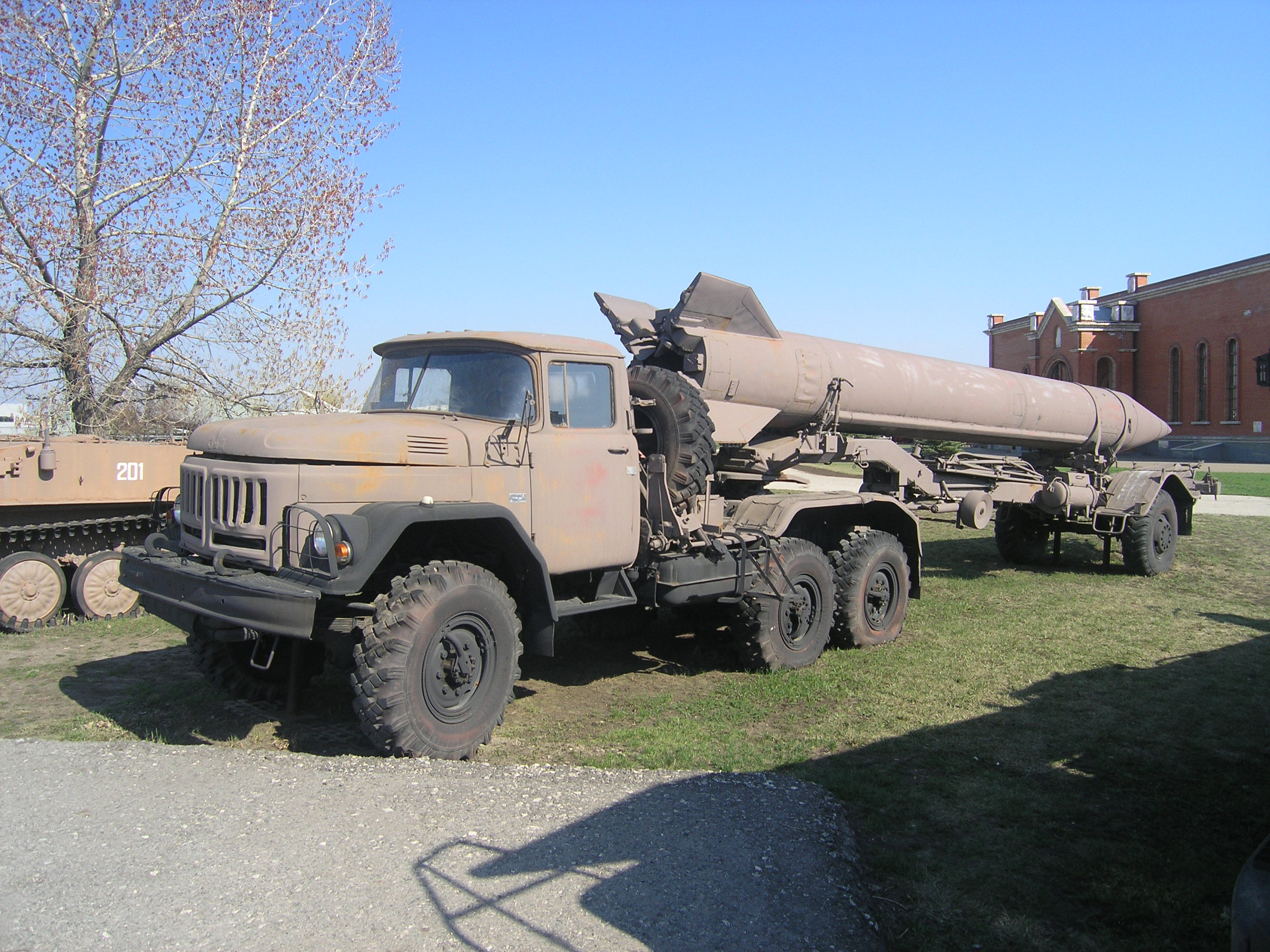
トラクター型のZIL-131V。R-17スカッドミサイルを牽引。
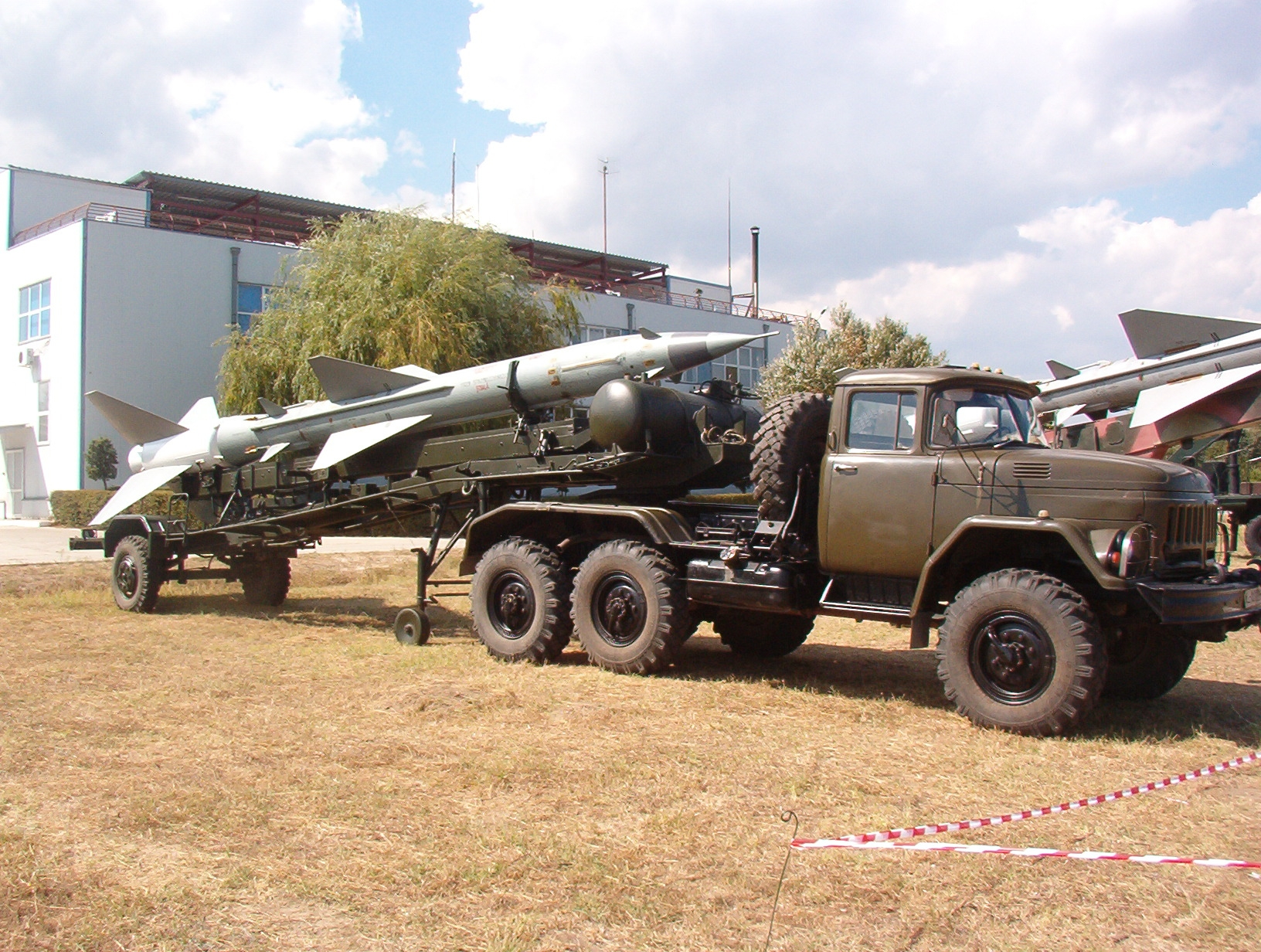
S-75 (SA-2ガイドライン)防空ミサイルを牽引するルーマニア軍のZIL-131V。
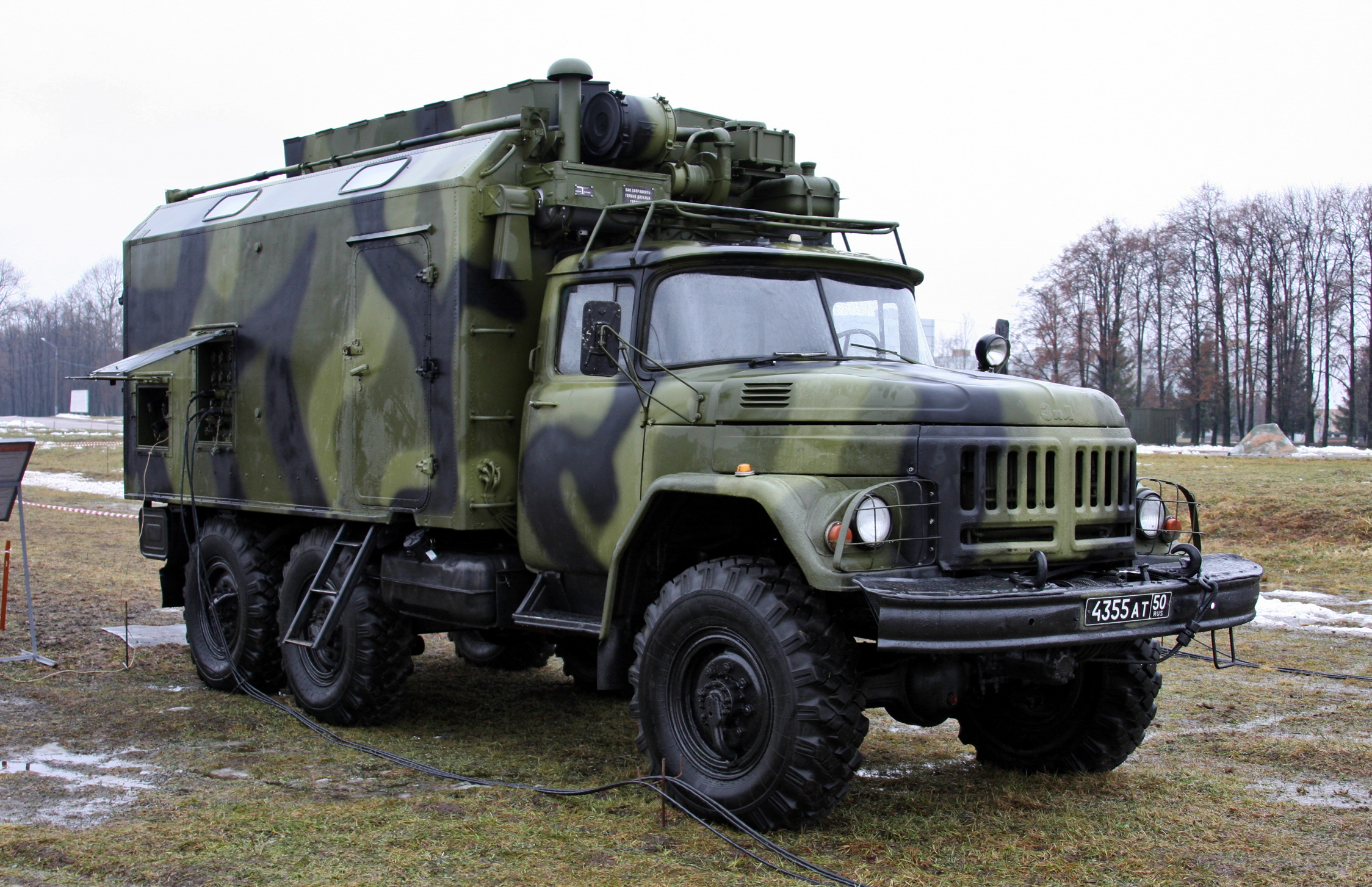
パネルバントラック型の無線車両、P-240TMN。
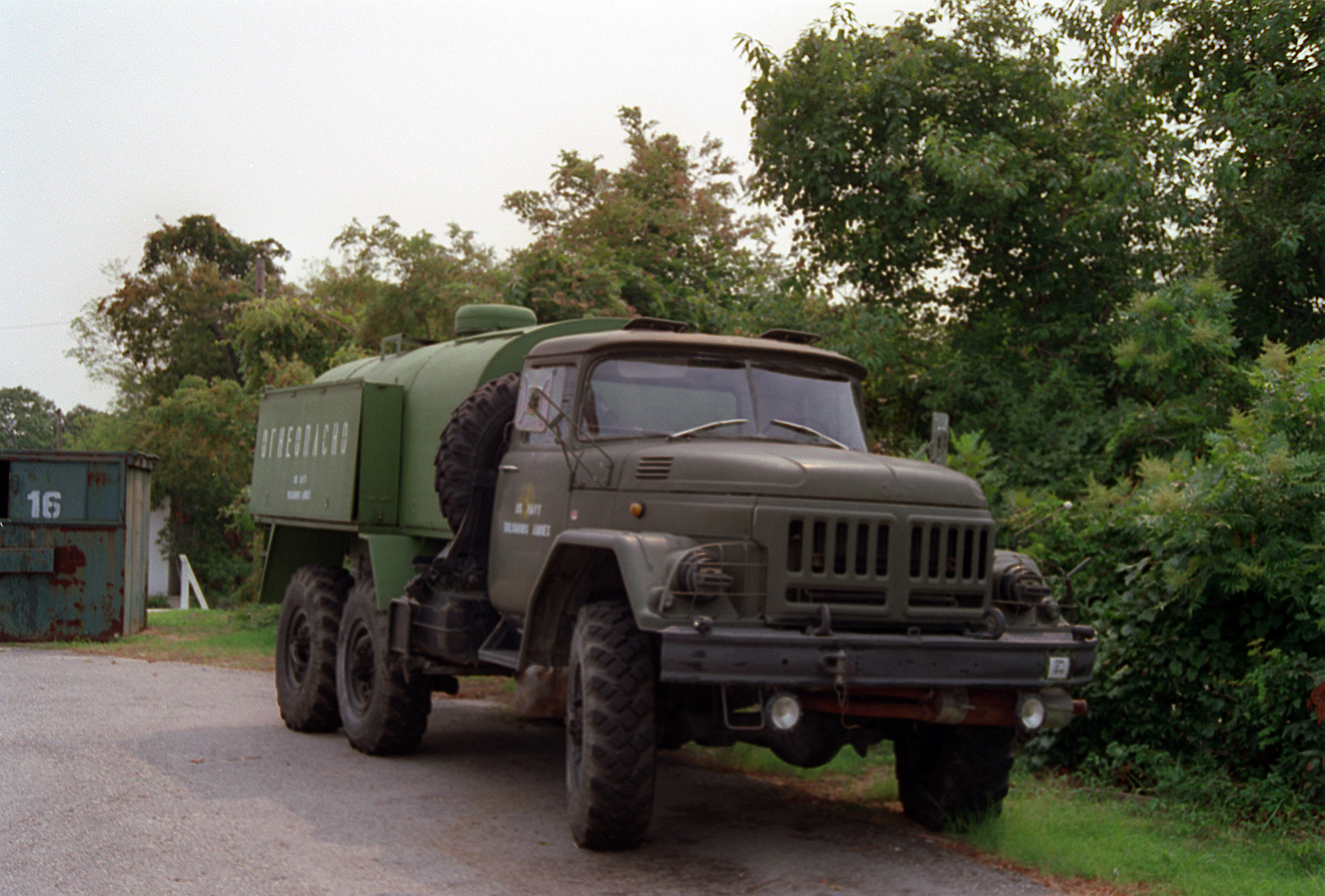
燃料タンカー型。
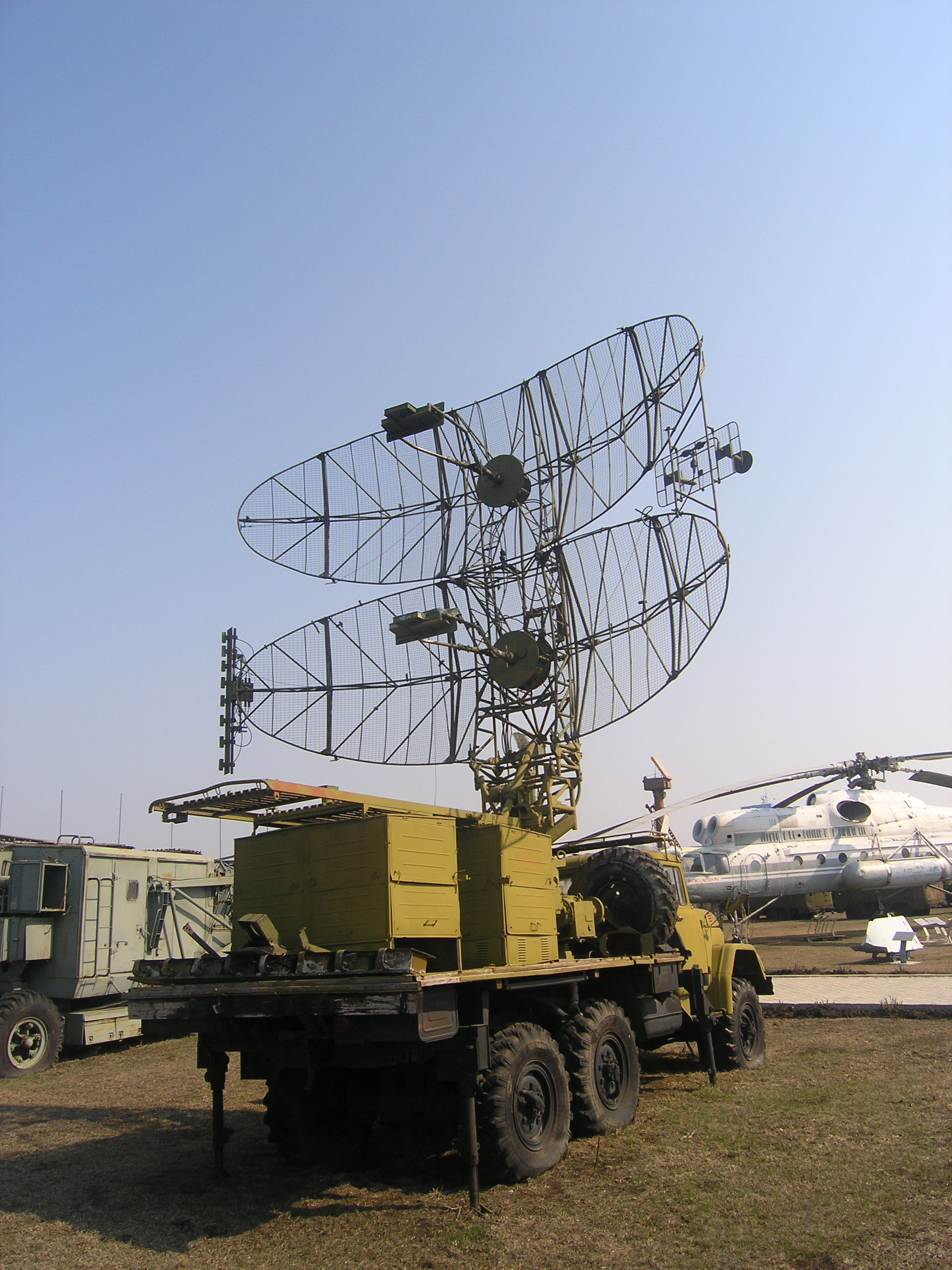
P-19 防空レーダー
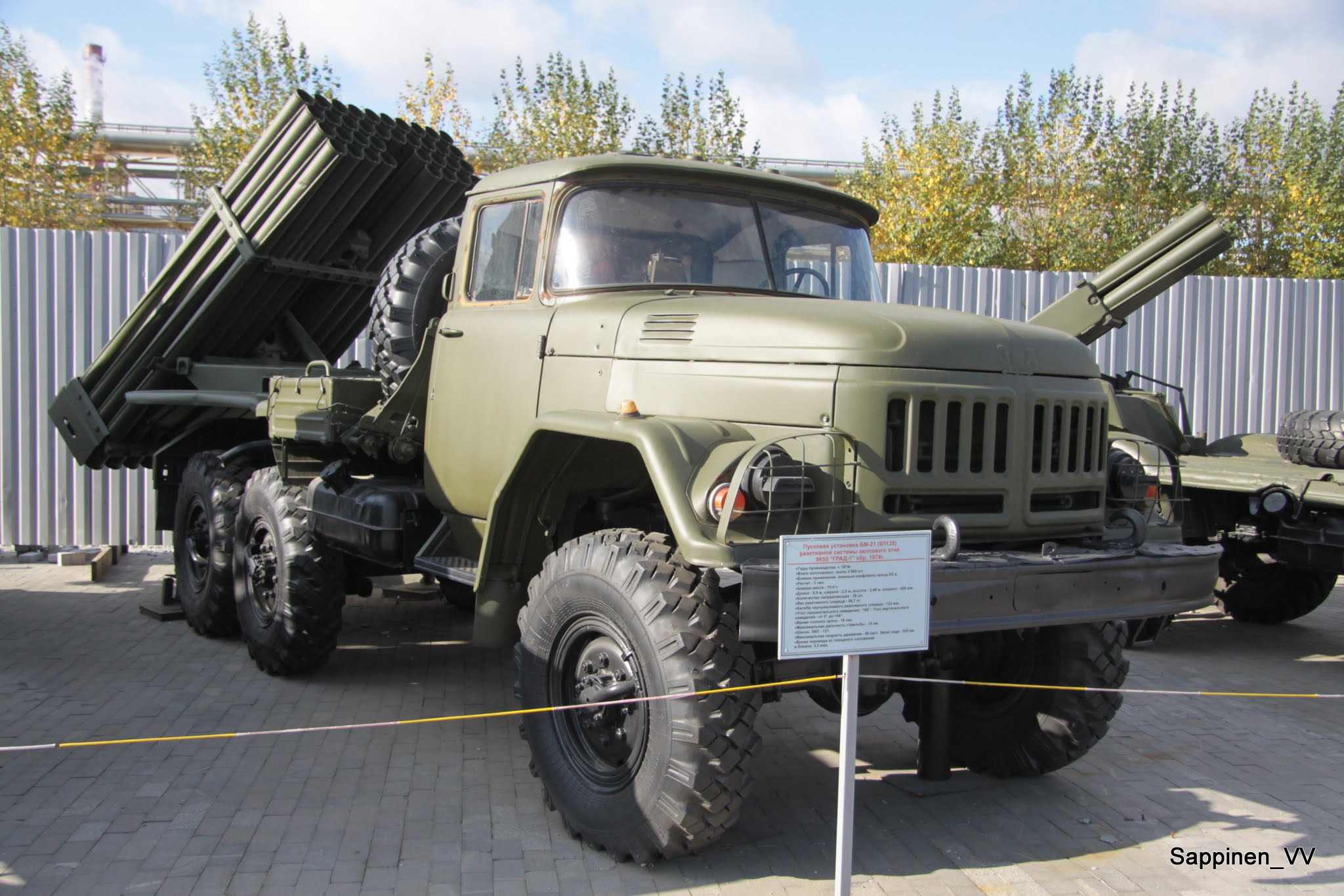
BM-21B グラート1。
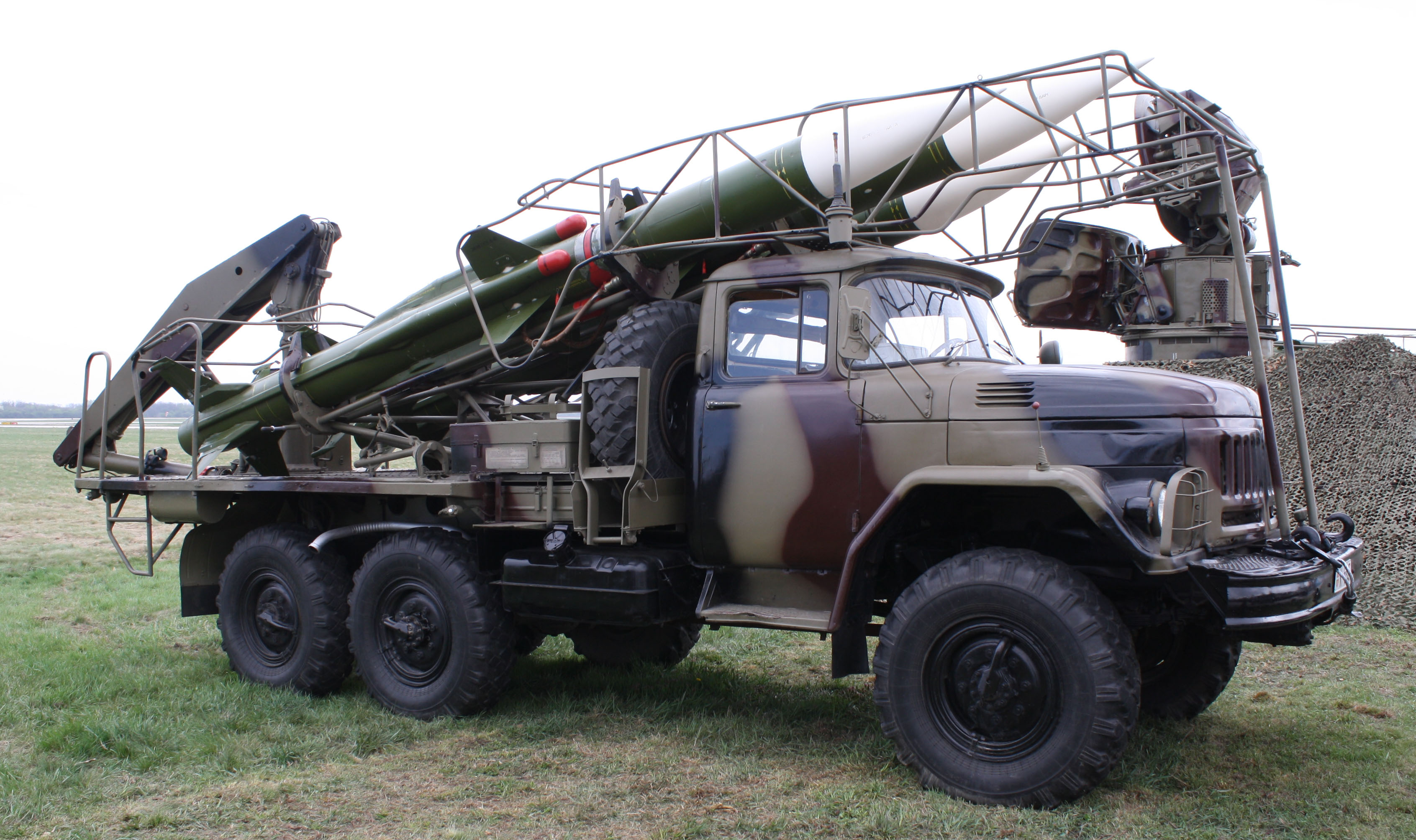
セルビア軍の2T7 2K12 (SA-6ゲインフル)地対空ミサイル運搬・再装填車両。
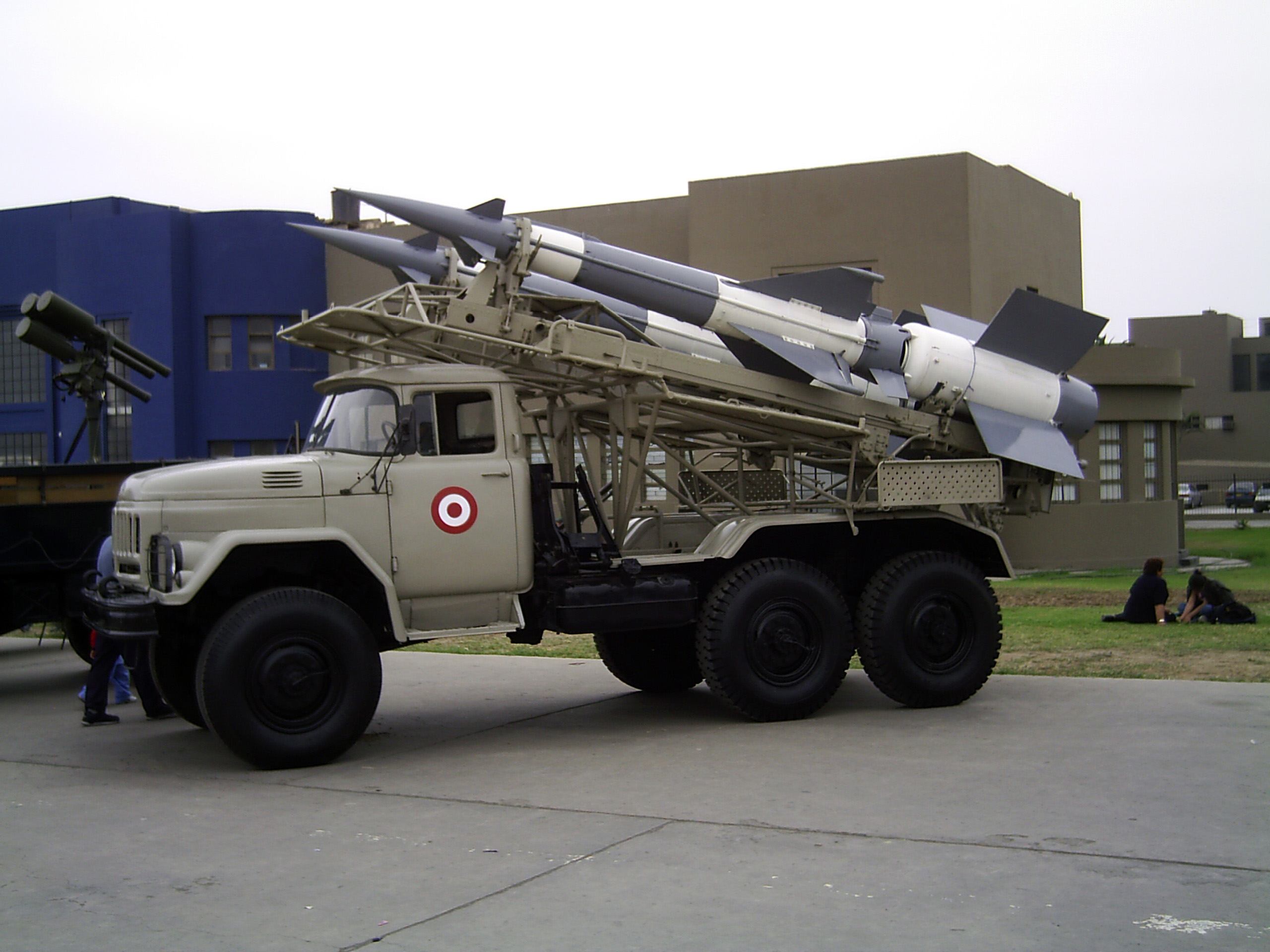
ペルー軍のPR-14AM S-125 (SA-3ゴア)地対空ミサイル運搬・再装填車両。
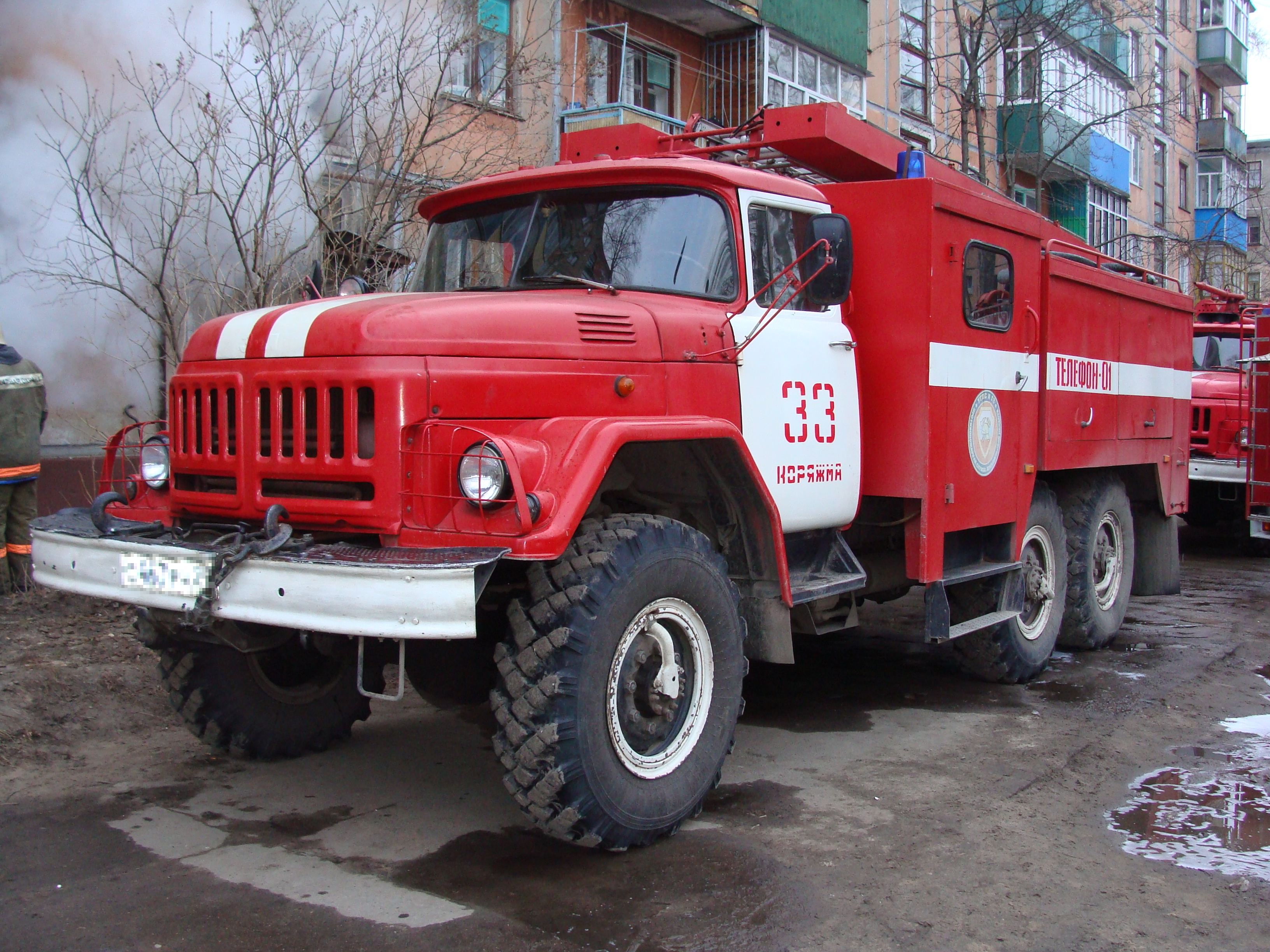
AC 3,0-40 (ZiL-131) 消防車。
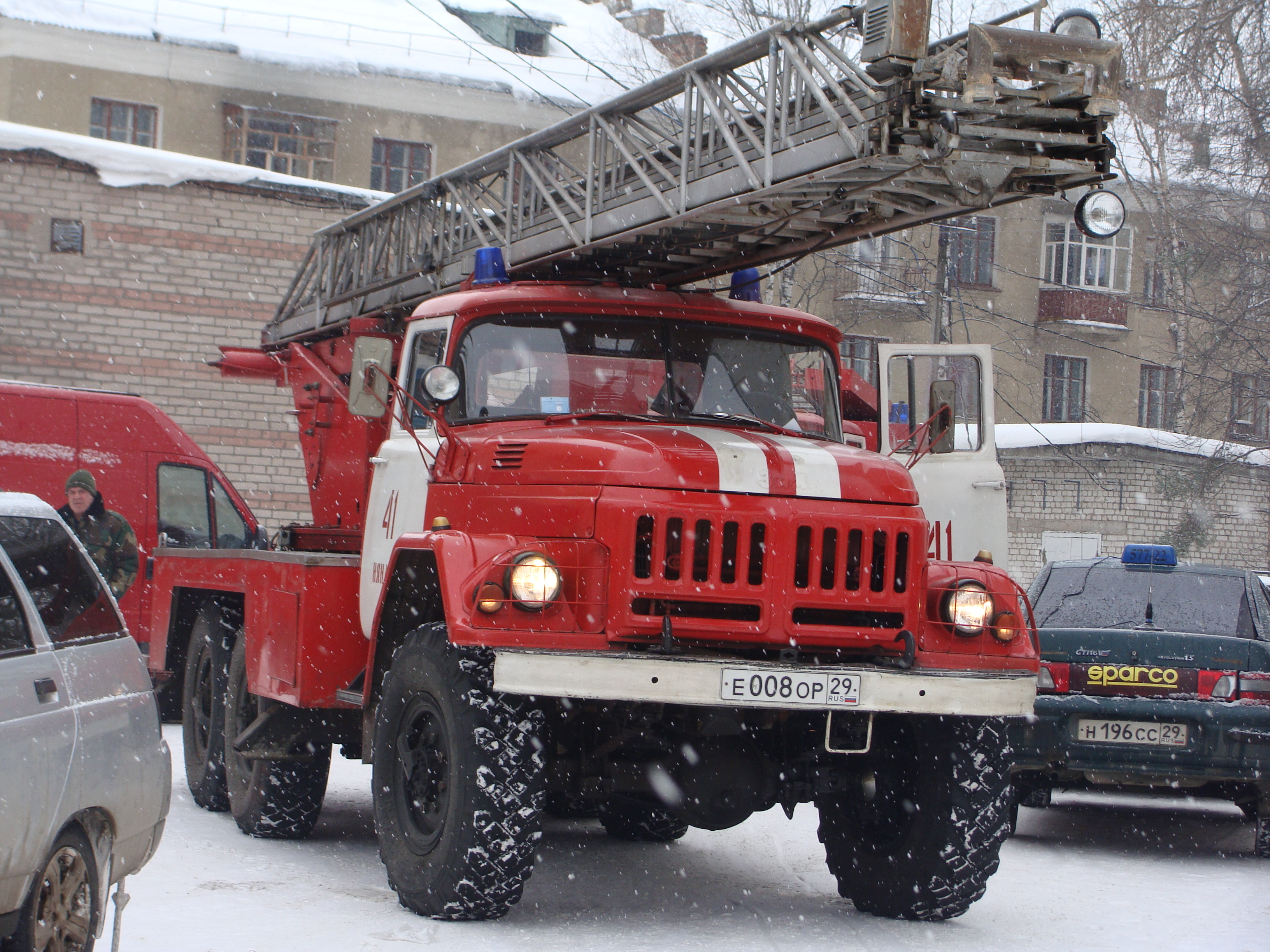
はしご付消防車型。
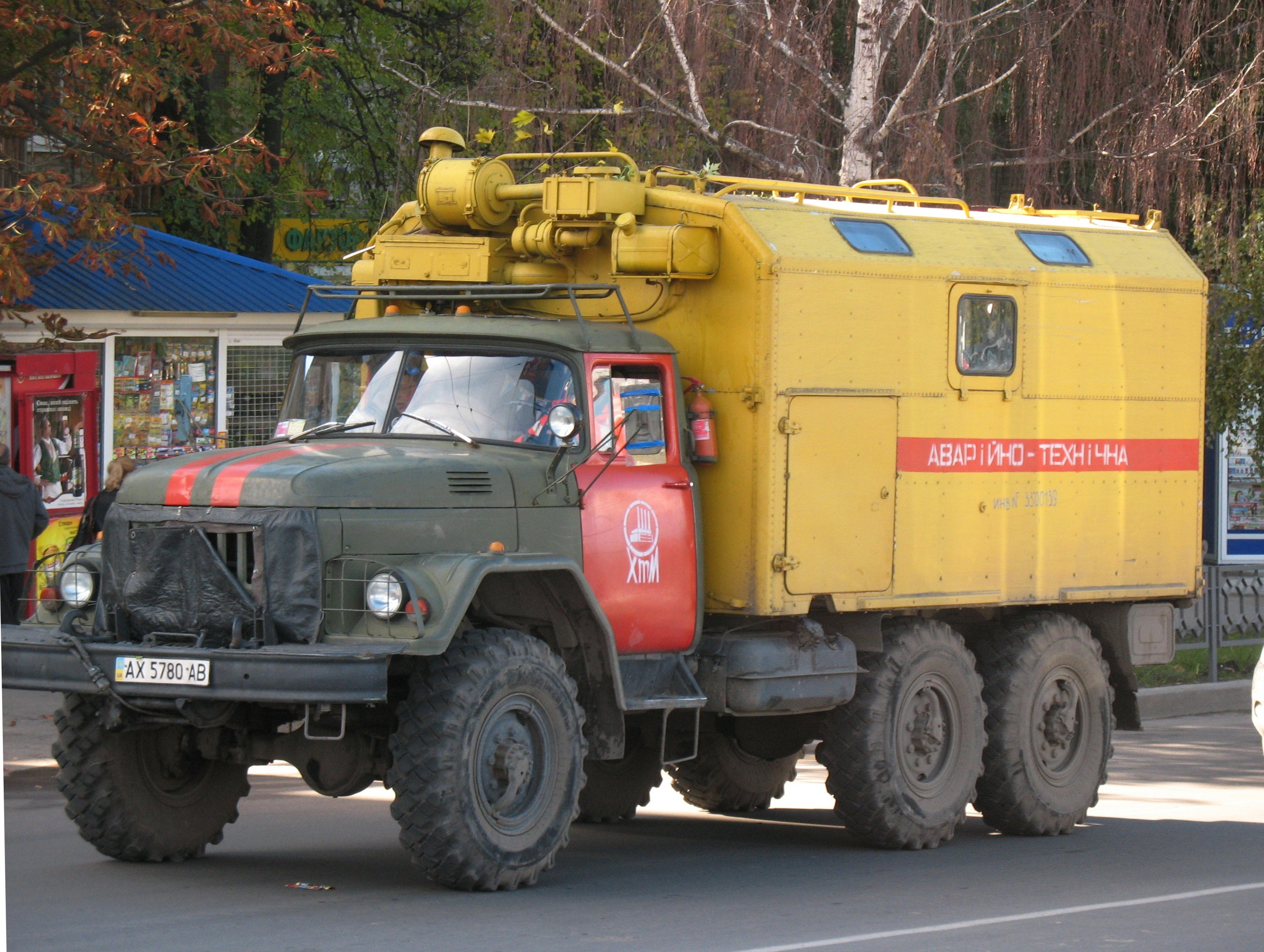
民間で使用される緊急車両型。
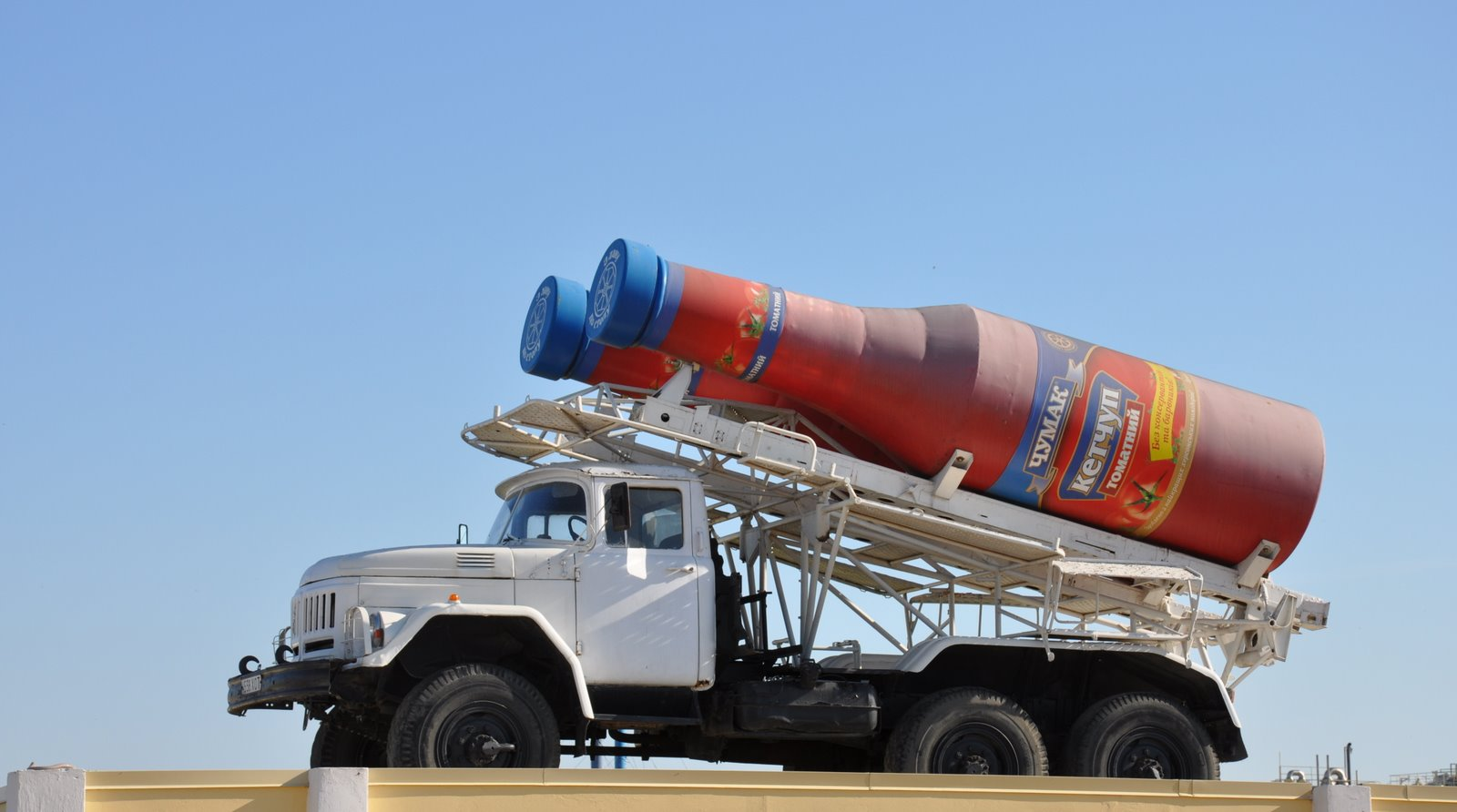
ケチャップ製造会社の広告として使用されるZIL-131。ウクライナ、ポルタヴァ。